# Deer Springs Lookout Complex
Le Deer Springs Lookout Complex est un ensemble architectural américain comprenant une tour de guet du comté de Navajo, en Arizona. Protégé au sein de la forêt nationale d'Apache-Sitgreaves, cet ensemble a été construit en 1923. Il est inscrit au Registre national des lieux historiques depuis le 28 janvier 1988.